# Зундерман, Юрген
Ханс-Юрген Зундерман (нем. Jürgen Sundermann; 25 января 1940, Мюльхайм-ан-дер-Рур, Рейнская провинция — 4 октября 2022, Леонберг, Баден-Вюртемберг) — немецкий футболист, тренер.

## Биография
Родился в Мюльхайме в 1940 году. Там же стал выступать за молодёжный состав команды «Мюльхайм» на протяжении восьми лет. Затем выступал за «Рот-Вайсс» (Оберхаузен), а позднее стал играть за «Виктория» (Кёльн). В 1964 году Зундерманн перешёл в «Герту». Проведя два года в «Герте», отправился в Швейцарию, в «Серветт». Спустя два сезона Зундерман пошёл на повышение и перешёл в «Базель», с которым стал двукратным чемпионом Швейцарии. Вернувшись в «Серветт», Зундерман завершил карьеру в 1975 году. В то же время, в 1972 году, стал играющим тренером команды.
Умер 4 октября 2022 года.